# Ombrone (departamento)

Departamentos del sur del Primer Imperio Francés en 1811

El departamento del Ombrone (en francés, département de l'Ombrone; en italiano, dipartimento dell'Ombrone) es un antiguo departamento francés cuya prefectura estaba situada en la ciudad de Siena. Su nombre viene del río Ombrone que atravesaba su territorio.
El departamento del Ombrone fue creado el 24 de mayo de 1808 en el contexto de la nueva organización administrativa puesta en práctica por Napoleón en Italia tras la absorción del reino de Etruria, y suprimido el 11 de abril de 1814 tras la caída del Primer Imperio Francés para reintegrarse en el ducado de Toscana.
Constaba de tres distritos (arrondissements): Siena, Montepulciano y Grosseto.
117 era su código postal.